# Gaspar Roomer
Gaspar Roomer (ok. 1596–1606 w Antwerpii, zm. 3 kwietnia 1679 w Neapolu) – flamandzki marszand, bankier i mecenas sztuki aktywny w Neapolu w XVII wieku.
Kolekcja sztuki Roomera liczyła prawdopodobnie ponad 1500 obrazów. Obejmowała głównie prace artystów rzymskich i napolitańskich, ale także cudzoziemców działających w tych miastach.